# Ecce Homo (djelo)
Ecce Homo: Kako se postaje onim što se jest   (njem. Ecce Homo: Wie man wird, was man ist) zadnja je originalna knjiga njemačkog filozofa Friedricha Nietzschea prije nego što je preminuo 1900. Knjigu je napisao 1888. a prvi put je objavljena 1908. 
Knjiga sadrži nekoliko poglavlja samohvale poput "Zašto sam tako mudar ", "Zašto sam tako pametan " "Zašto pišem tako dobre knjige " i "Zašto sam ja sudbina". Filozof Walter Kaufmann,
u svojoj biografiji Nietzsche: Filozof, psiholog, antikrist primijetio je unutarnje paralele, u formi i jeziku, s Platonovim djelom Apologija - Obrana Sokratova u kojem je opisano suđenje Sokratu. Nietzsche, u stvari, sam sebe promatra kao optuženika a njegove sardonske (usiljene) presude i naslovi poglavlja mogu se promatrati kao podmukli, podrugljivi, samozatajni ili lukavi.
U svom djelu Nietzsche samosvjesno nastoji predstaviti novu sliku filozofa kao i sebe, npr., filozofa "koji nije aleksandrijski akademik niti apolonski mudrac , već Dionizije." Na ovim temeljima Kaufmann smatra Ecce Homoknjiževnim djelom usporedivim u svojoj umjetnosti sa slikama Vincenta van Gogha. Nietzsche tvrdi da je veliki filozof zbog svoje omalovažavajuće procjene pobožne prijevare čitave filozofije za koju je smatrao da se povlači iz poštenja kad je bila najpotrebnija i da je kukavičkim neuspjehom slijedi svoj postavljeni cilj ka svom "razumnom" završetku.
Nietzsche inzistira na tome da njegova patnja nije plemenita, već očekivani rezultat napornog ispitivanja najdubljih produbljenja ljudske samoobmane, te da prevladavanjem svojih patnji čovjek postiže više od bilo kakvog popuštanja intelektualnim poteškoćama ili doslovnim prijetnjama. On proglašava vrhunsku vrijednost svega što mu se dogodilo (uključujući ranu smrt svog oca i njegovu bliskost - primjer ljubavi prema Sudbini (lat. Amor fati)). Nietzscheova osnovna poanta jest da biti sam "čovjek" zapravo biti više od "Krista": njegov stav je da je sama ideja "Krista" uistinu prazna nemogućnost, da nije ništa više od opasnoe kreacije ljudske mašte.
Jedna od glavnih namjera knjige "Ecce Homo" bilo je ponuditi Nietzscheovu vlastitu perspektivu na njegov kako filozofski tako i ljudskog bića]. 
Kroz cijelu knjigu, on objašnjava na karakterističan način u hiperboličkom stilu koji se nalazi u njegovom kasnijem razdoblju (1886. – 1888.) - o svom životu djeteta, njegovom ukusu jedinke i njegovom vizijijom za čovječanstvo. Osvrće se i na svoja druga djela, uključujući: Rođenje tragedije, Vremenu neprimjerena razmatranja,Ljudsko, odviše ljudsko, Svitanje: Misli o moralnim predrasudama, Radosna znanost,Tako je govorio Zaratustra, S onu stranu dobra i zla, Uz genealogiju morala,Sumrak idolai Slučaj Wagner. Posljednje poglavlje knjige"Ecce Homo", pod naslovom "Zašto sam ja sudbina", primarno se bavi ponavljanjem Nietzscheovih razmišljanja o kršćanstvu, potvrđivanjem dekadencije kršćanstva i njegovih ideja o razotkrivanju kršćanskog morala.